# Soběkury
Soběkury är en ort i Tjeckien.   Den ligger i regionen Plzeň, i den västra delen av landet, 100 km sydväst om huvudstaden Prag. Soběkury ligger 397 meter över havet och antalet invånare är 568.
Terrängen runt Soběkury är platt. Runt Soběkury är det ganska tätbefolkat, med 104 invånare per kvadratkilometer. Närmaste större samhälle är Přeštice, 6,8 km öster om Soběkury. I omgivningarna runt Soběkury växer i huvudsak blandskog.

## Galleri

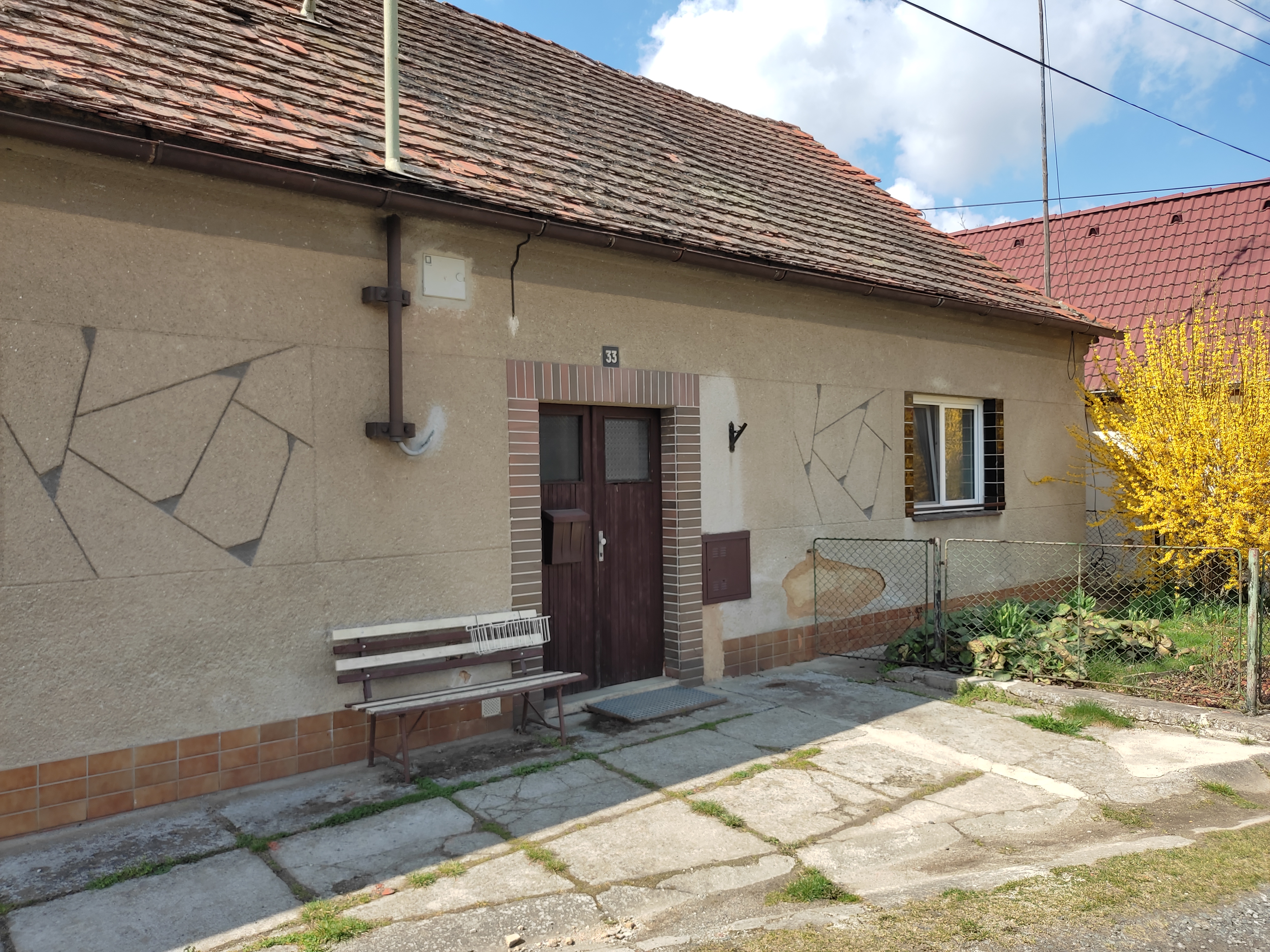
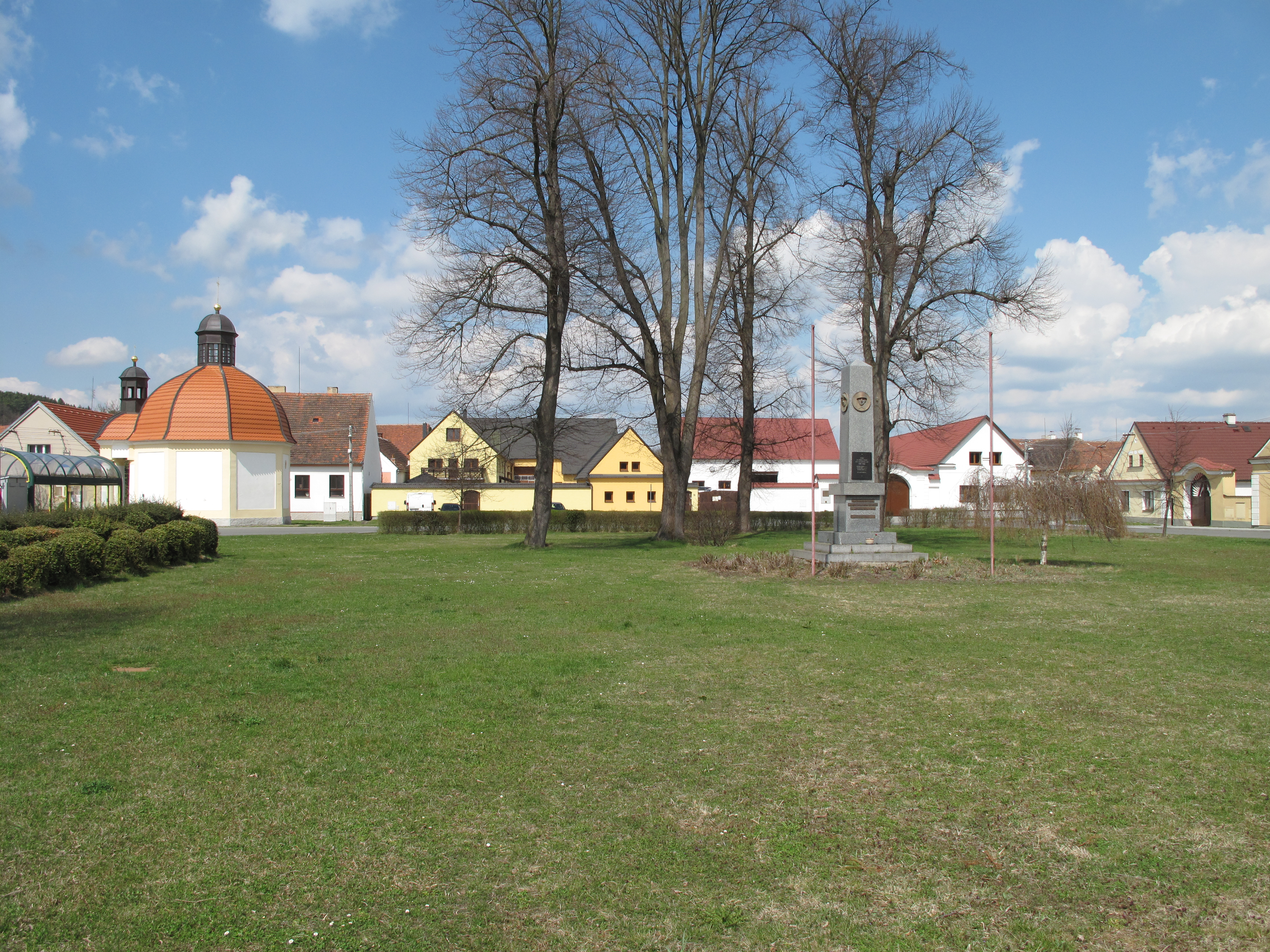
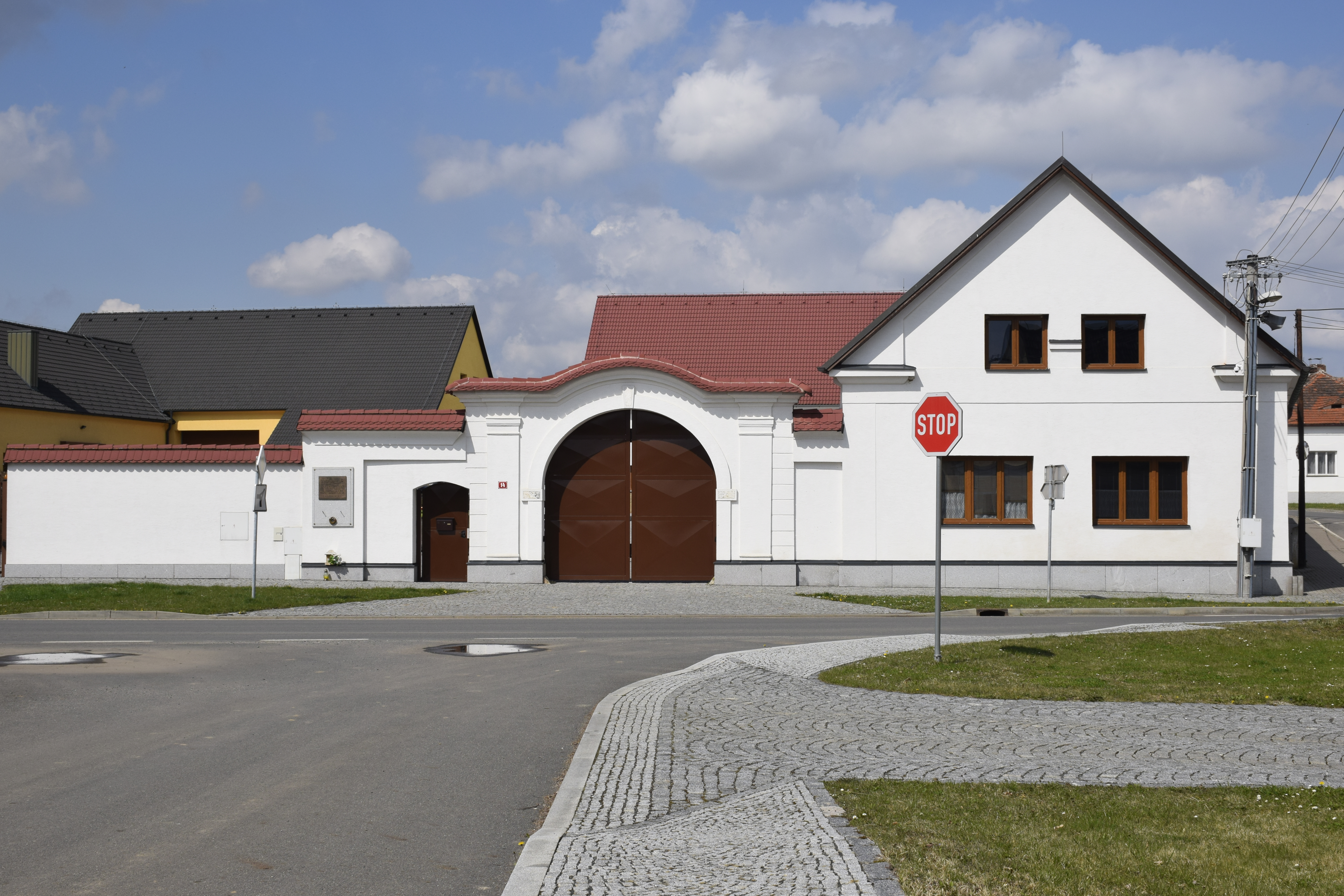